# Sants-Montjuïc (distrito)

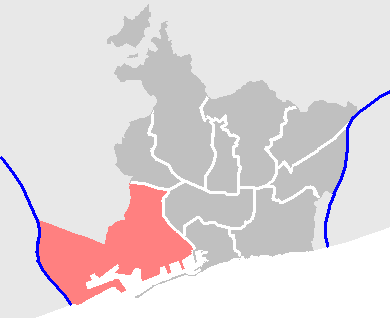
Localização do Distrito de Sants-Montjuic em Barcelona.

O Distrito de Sants-Montjuïc é o terceiro dos distritos em que se divide administrativamente a cidade de Barcelona. Situa-se no limite sul da cidade, e limita com o município de Hospitalet de Llobregat e el Prat de Llobregat, e com os distritos de Les Corts, Eixample e Ciutat Vella.
É o terceiro distrito mais povoado com 177.636 habitantes (2005), o primeiro em extensão (21,35 km²) ao ser incluído a montanha de Montjuic e o nono em densidade (8.320 hab./km²) pela mesma razão.
Bairros: La Bordeta, La Font de la Guatlla, Hostafrancs, La Marina del Prat Vermell, La Marina de Port, El Poble-sec, Sants,  Sants-Badal, Montjuïc e Zona Franca - Port.